# Marcello Lotti
Marcello Lotti (Firenze, 25 aprile 1929 – Firenze, 13 novembre 2008) è stato un giocatore di biliardo italiano.

## Biografia
Soprannominato "lo scuro" per via del suo aspetto cupo, Marcello Lotti fu uno tra i maggiori giocatori di biliardo nelle specialità cinque birilli e nove birilli tra la metà degli anni sessanta e la prima metà degli anni ottanta conquistando nove titoli italiani (sette individuali e due a coppie). Il suo nome è legato all'ottavina reale, tiro di particolare difficoltà da lui ideato.
Divenne noto anche al di fuori del circuito degli appassionati di biliardo per aver partecipato a due film di Francesco Nuti: Io, Chiara e lo Scuro (1982) e Casablanca, Casablanca (1985), nei quali interpretava sé stesso.
Fu anche commentatore televisivo per TELE+.
Morì nel 2008 all'età di 79 anni.

## Palmarès
Marcello Lotti ha vinto 9 titoli italiani:
- 1963 5 birilli individuale
- 1967 5 birilli individuale
- 1969 Goriziana a coppie
- 1971 5 birilli individuale
- 1971 5 birilli a coppie
- 1972 5 birilli individuale
- 1976 Goriziana individuale
- 1979 5 birilli individuale
- 1980 5 birilli individuale

## Doppiatori italiani
- Carlo Croccolo in Io, Chiara e lo Scuro
- Franco Odoardi in Casablanca, Casablanca